# Lankanectes corrugatus
Lankanectes corrugatus är en groddjursart som först beskrevs av Peters 1863.  Lankanectes corrugatus ingår i släktet Lankanectes och familjen Nyctibatrachidae. IUCN kategoriserar arten globalt som livskraftig. Inga underarter finns listade i Catalogue of Life.